# L'Aveu
L'Aveu is een Frans-Italiaanse thriller uit 1970 onder regie van Costa-Gavras.

## Verhaal
De Tsjecho-Slowaakse minister Artur London wordt in 1951 ontvoerd door onbekenden, die hem door intimidatie en martelingen verraad aan de communistische partij willen laten bekennen. Wanneer zijn weerstand is gebroken, wordt hij op een schijnproces schuldig bevonden. Zijn vrouw en vrienden weten na vijf jaar echter gratie te verkrijgen.

## Rolverdeling
| Acteur            | Personage             |
| ----------------- | --------------------- |
| Yves Montand      | Artur London          |
| Simone Signoret   | Lise London           |
| Gabriele Ferzetti | Kohoutek              |
| Michel Vitold     | Smola                 |
| Jean Bouise       | de fabrieksdirecteur  |
| László Szábo      | de geheim agent       |
| Jacques Rispal    | de oud-secretaris     |
| Michel Beaune     | de advocaat           |
| Michel Robin      | de procureur-generaal |